# Колюбакін Сергій Віталійович
Сергій Віталійович Колюбакін (рос. Сергей Витальевич Колюбакин; 26 травня 1977, м. Горький, СРСР) — російський хокеїст, нападник. 
Вихованець хокейної школи «Торпедо» (Нижній Новгород). Виступав за «Торпедо» (Нижній Новгород), «Мотор» (Заволжя), «Кристал» (Саратов), «Олімпія» (Кірово-Чепецьк), «Іжсталь» (Іжевськ), ХК «Саров», «Хімік-СКА» (Новополоцьк), «Аріада-Акпарс» (Волжськ), «Шинник» (Бобруйськ), ХК «Брест», ХК «Рязань».